# دندان نیش (فیلم)
دندان نیش (به یونانی: Κυνόδοντας،  Kynodontas) یک فیلم درامِ یونانی است که در سال ۲۰۰۹ به کارگردانی یورگوس لانتیموس ساخته شد. این فیلم موفق شد جایزهٔ بخش نوعی نگاه را از آنِ خود کند و همچنین نامزد دریافت جایزه اسکار بهترین فیلم بین‌المللی سال ۲۰۱۰ شد.

## خلاصه داستان
خانواده‌ای تحت حکومت دیکتاتوری یک پدر زندگی می‌کنند. پدر خانواده تعاریف واژه‌ها را عوض کرده و اجازه نمی‌دهد اعضای خانواده از منزل بیرون بروند و اعضا خانواده را در فضایی کاملاً ایزوله و دور از اجتماع نگه می‌دارد و جهانی متفاوت از دنیای بیرون برای خانواده ترسیم کرده. فرزندان جوان خانواده تا به حال از منزل خارج نشده‌اند و از فضای بیرون تصوری وحشتناک دارند. دختر خانواده که با یک نوار ویدویی با دنیای بیرون آشنا می‌شود سعی می‌کند که از خانه فرار کند و در این راه از هیچ کاری کوتاهی نمی‌کند.

## بازیگران
- کریستوس استرگیوگلو در نقش پدر
- میشل ولی در نقش مادر
- آنگلیکی پاپولیا در نقش خواهر بزرگ‌تر
- مری تسونی در نقش خواهر کوچک‌تر
- کریستوس پاسالیس در نقش پسر
- آنا کالایتزیدو در نقش کریستینا